# Magomed Jachjajewitsch Jewlojew

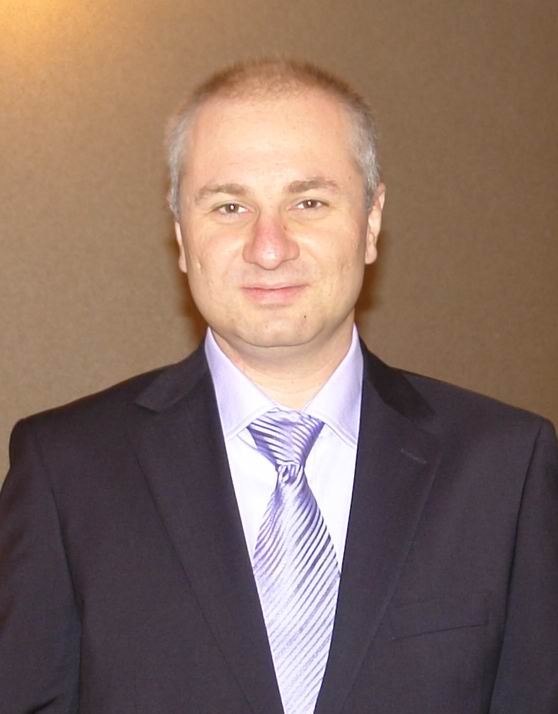
Magomed Jachjajewitsch Jewlojew

Magomed Jachjajewitsch Jewlojew (* 1971 in Malgobek, Tschetscheno-Inguschische ASSR, Russische SFSR, Sowjetunion; † 31. August 2008 in Nasran, Inguschetien, Russland) war ein russischer Jurist und Journalist inguschischer Nationalität und der Betreiber der Nachrichtenwebsite Ingushetiya.ru.

## Tätigkeit in Justiz und Privatwirtschaft
Jewlojew studierte Rechtswissenschaft und beendete sein Studium in Saratow 1992. Danach arbeitete er bis 1999 bei der inguschetischen Staatsanwaltschaft. 2000 war er für kurze Zeit Stellvertreter des Staatsanwalts in seiner Geburtsstadt Malgobek. Während seiner Tätigkeit für die Justiz war er an der Aufklärung zahlreicher Entführungsfälle beteiligt. Ab 2001 betätigte sich Jewlojew in der Privatwirtschaft. Mit seiner eigenen Firma war er auch in den USA aktiv.

## Tätigkeit als Journalist
Seit 2001 betrieb Jewlojew die Internetnachrichtenseite Ingushetiya.ru, die für ihre dezidiert kritische Haltung gegenüber der Führung der russischen Teilrepublik Inguschetien unter Präsident Murat Sjasikow sowie der Kaukasuspolitik der Moskauer Zentralregierung bekannt ist. Die auf der Internetseite veröffentlichten Nachrichten widersprachen häufig denen der staatlich gelenkten Medien. Im Konflikt mit der politischen Führung Inguschetiens wurde mehrmals versucht, die Seite zu schließen. So wurde Jewlojew etwa im Sommer 2007 bezichtigt, die kaukasischen Ethnien bewusst gegeneinander aufhetzen zu wollen. Ein entsprechendes Verfahren wurde eingeleitet, jedoch auf Weisung des Obersten Gerichtshofes der Russischen Föderation im Frühjahr 2008 eingestellt. Bereits im Herbst 2007 wurde ein zweites Verfahren eingeleitet. Jewlojew wurde diesmal beschuldigt, während seiner Tätigkeit bei der Justiz durch gefälschte Entlastungsdokumente die Freilassung von Verdächtigen herbeigeführt zu haben. Auf Betreiben der inguschetischen Staatsanwaltschaft wurde 2008 schließlich ein Gerichtsbeschluss erwirkt, der der Seite Ingushetiya.ru die Weiterführung ihrer Arbeit wegen Extremismus untersagt. Die Entscheidung wurde zuletzt am 12. August 2008 von einem Moskauer Gericht bestätigt. Wegen des zunehmenden Drucks von Seiten der Staatsorgane floh die Chefredakteurin der Website Anfang August nach Frankreich, wo sie um politisches Asyl bat. Die Inhalte von Ingushetiya.ru liegen auf einem Server in den USA, um sie vor dem Zugriff russischer Staatsorgane zu schützen.

## Tod
Am 31. August 2008 starb Magomed Jewlojew an den Folgen eines Kopfschusses, der ihm in Polizeigewahrsam zugefügt worden war. Während offizielle Stellen und staatstreue Medien von einem tragischen Unfall sprachen – bei einem Handgemenge habe sich ein Schuss gelöst und Jewlojew sei nach seiner Verletzung sofort ins Krankenhaus gebracht worden, berichten andere Medien und Oppositionsgruppen, Jewlojew sei kurze Zeit nach seiner Verhaftung schwer verletzt auf der Straße gefunden worden. Jewlojew war auf dem Flughafen der inguschetischen Hauptstadt Magas festgenommen worden, nachdem er gemeinsam mit dem inguschetischen Präsidenten Murat Sjasikow angekommen war. Während des Fluges soll es zu einem heftigen Streit zwischen beiden gekommen sein. Einige Wochen vor seinem Tod kursierten Gerüchte, Jewlojew fühle sich bedroht und wolle einen EU-Staat um politisches Asyl bitten.
Erst im Juli 2008 hatte die Menschenrechtsorganisation Human Rights Watch auf die hohe Zahl von Entführungen und Fällen von Folterungen sowie politischer Morde in Inguschetien hingewiesen.

## Reaktionen auf Jewlojews Tod
Nach dem Tod Jewlojews kam es in Inguschetien zu einer Massendemonstration gegen die Führung der Teilrepublik. Oppositionelle forderten einflussreiche Inguschen in Russland auf, sich sofort auf den Weg in ihre Heimat zu machen, um politische Veränderungen in Gang zu setzen. Präsident Sjasikow warfen sie vor, für zahlreiche Morde und Entführungen und auch die Ermordung Jewlojews verantwortlich zu sein. Die Demonstranten forderten den Rücktritt Sjasikows und eine Rückkehr seines Vorgängers Ruslan Auschew ins Amt. Die inguschetischen Behörden schickten zunächst Unterhändler zu den Demonstranten, die diese dazu überreden sollten, die Veranstaltung abzubrechen. Die Demonstranten lehnten dies jedoch ab und richteten sich auf eine mehrere Tage dauernde Protestaktion ein. Am Morgen des 2. September löste die inguschetische Regierung die Demonstration mit Waffengewalt auf. Zahlreiche Menschen sollen dabei verletzt worden sein.